# Río Baché
La cuenca hidrográfica del Río Baché, con una orientación suroeste-noroeste y una corriente principal de una longitud aproximada de 115 km, tiene extensión de 1.041,93 km². Se localiza sobre la vertiente oriental de la cordillera central, en jurisdicción de los municipios de Santa María, Palermo, Teruel, Aipe y Neiva, en el departamento del Huila. Las elevaciones mínimas y máxima corresponden, respectivamente, a los 384 m s. n. m. en su desembocadura sobre el río Magdalena, y 3400 m s. n. m. en las estribaciones del Nevado del Huila.

## Límites de la Cuenca
La cuenca del río Baché colinda con el departamento del Tolima, cerros, cuchillas y varias cuencas hidrográficas de quebradas y ríos, tal como se indica a continuación: 
- Al nororiente limita con el río Magdalena y, hacia el norte, comparte su división topográfica con la cuenca del río Aipe.
- Al sur comparte su divorcio de aguas con la cuenca del río Yaguará, y al suroeste limita con el departamento del Tolima y las estribaciones del Nevado del Huila
- Al occidente y noroeste comparte su divisoria topográfica con la cuenca del río Aipe, mediante el Cerro La Cuncia y la Cuchilla el Chiflón.
- Al oriente comparte su divisoria topográfica con las cuencas de las quebradas La Boa, Sardinata, Gallinazo, Cuisinde, Busiraco y El Dindal, a través de la Cuchilla de Upar, el filo de Chontaduro y el Filo del Portachuelo, así como de la Cuchilla San Miguel.[1]

## Afluentes
La cuenca alta, zona donde nace el río Baché y algunos de sus afluentes, corresponde a las jurisdicciones municipales de Santa María, Teruel y Palermo, zona donde desembocan al Baché los ríos Yaya y Tune, así como las quebradas Amborco, San Miguel y Remuda. La cuenca baja del río Baché pertenece a los municipios de Palermo, Neiva y Aipe, en donde este río recoge las aguas de las quebradas Santa María, El Arrayán, El Neme y la San Francisca, entre otras. En esta cuenca, los campos petrolíferos de San Francisco y el Balcón, en conjunto, se sitúan sobre las microcuencas de las quebradas El Neme, La San Francisca y Guayabal, así como en las microcuencas de las quebradas Honda, Los Medinas, El Salado, La Raya, Jagualito y El Arrayán, entre otras.

### Quebrada El Neme
La microcuenca de la quebrada El Neme, con un área de 6,91 km², tiene una forma oval-redonda y se origina en la ladera oriental del filo Cerro Chiquito, al noroeste del caserío San Francisco, a una elevación de 925 m s. n. m. y descarga sus aguas en la margen izquierda del río Baché, en territorio de la vereda Tamarindo, a una altitud aproximada de 450 m s. n. m. En áreas de esta microcuenca se encuentra el Centro de Investigación y Educación Ambiental La Tribuna.

### Quebrada La San Francisca
La microcuenca de la quebrada La San Francisca drena sobre la margen izquierda del río Baché, hacia el norte del caserío Peñas Blancas, a una altitud inferior a 450 m s. n. m. Esta microcuenca tiene una forma de oval-oblonga a rectangular-oblonga y una superficie aproximada de 15.23 km², cuyo punto más elevado se encuentra a los 1.275 m s. n. m., en el Filo de Cerro Chiquito.